# Parexarnis candida
Parexarnis candida är en fjärilsart som beskrevs av Otto Staudinger 1889. Parexarnis candida ingår i släktet Parexarnis och familjen nattflyn. Inga underarter finns listade i Catalogue of Life.